# Iván Córdoba
Pour les articles homonymes, voir Cordoba.
Iván Córdoba, né le 11 août 1976 à Medellín (Colombie), est un footballeur colombien, qui évoluait au poste de défenseur central. Au cours de sa carrière il joue au Deportivo, à l'Atlético Nacional, à San Lorenzo et au Taranta FC ainsi qu'en équipe de Colombie.
Córdoba marque cinq buts lors de ses soixante-treize sélections avec l'équipe de Colombie depuis 1997. Il participe à la coupe du monde de football en 1998 et à la Copa América en 1997, 1999, 2001 et 2007 avec la Colombie.

## Biographie
Córdoba est l'un des joueurs emblématiques de la sélection colombienne. Il commence sa carrière internationale en 1997, en participant à la Copa América. Il rejoua deux fois cette compétition en 2005, mais surtout en 2001, où il fut le buteur victorieux en finale contre le Mexique.
Joueur assez petit pour un défenseur central, Córdoba réussit à s'imposer à ce poste grâce à sa détente et sa vitesse. À noter qu'il lui est arrivé d'évoluer en tant qu'arrière latéral.
En club, il passe la majorité de sa carrière à l'Inter Milan entre 1999 et 2012, où il remporte cinq Scudetti, quatre Coupes d'Italie, quatre Supercoupes d'Italie, une Ligue des Champions et une Coupe du monde des clubs.
Il fit sa dernière apparition sous le maillot nerazzurro le 6 mai 2012 lors de la victoire de l'Inter face au Milan AC (4-2), où il est ovationné par le public de Giuseppe Meazza.

## Carrière
- 1993-1995 :  Deportivo Rionegro
- 1995-1997 :  Atlético Nacional
- 1997-1999 :  San Lorenzo
- 1999-2012 :  Inter Milan[1]

## Palmarès
| Atlético Nacional (1)                       | Inter Milan (15) |
| ------------------------------------------- | --- |
| Copa Interamericana (1) - Vainqueur en 1997 | - Ligue des champions (1) - Vainqueur en 2010 - Championnat d'Italie (5) - Vainqueur en 2006, 2007, 2008, 2009 et 2010 - Coupe d'Italie (4) - Vainqueur en 2005, 2006, 2010 et 2011 - Finaliste en 2000 et 2007 - Supercoupe d'Italie (4) - Vainqueur en 2005, 2006, 2008 et 2010 - Coupe du monde des clubs (1) - Vainqueur en 2010 |

| Colombie (1) |
| --- |
| - Coupe du Monde - Premier tour en 1998 - Copa América (1) - Vainqueur en 2001 - Coupe des confédérations - 4e en 2003 |